# Леонтьєв Михайло Володимирович
Міха́іл Владімірович Лео́нтьєв (рос. Михаил Владимирович Леонтьев; нар. 12 жовтня 1958, Москва, РРФСР) — російський, тележурналіст, публіцист, ведучий телепередачі «Однако» (з 2009 року головний редактор однойменного тижневика), з жовтня 2007 року також ведучий геополітичної аналітичної програми «Большая игра». Лауреат премії «Золотое перо России», номінант премії ТЭФИ-1997. Відомий своїми  українофобськими поглядами.

## Біографія

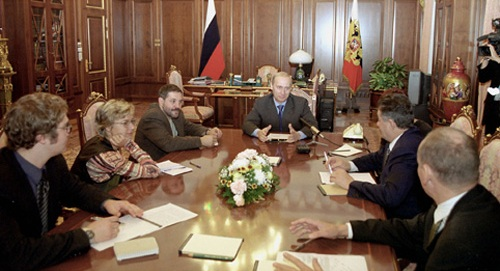
М. Леонтьєв у Кремлі (зліва від Володимира Путіна)

Народився 12 жовтня 1958 року в Москві.
У 1979 році він закінчив загальноекономічний факультет Московський Інститут народного господарства ім. Плеханова.
Після закінчення інституту працював у НДІ, де намагався, за його власними словами, «займатись реальною радянською економікою».
Після звільнення з НДІ у 1985 році почався найстрокатіший період його біографії. Михайло Леонтьєв закінчив ПТУ за спеціальністю «столяр-червонодеревник», працював різноробочим у Літературному музеї, стеріг дачу Бориса Пастернака у Пєрєдєлкіно, давав платні уроки з історії.
У 1987 році почав займатися соціологією. Він почав писати аналітичні статті, і за деякий час присвятив себе цьому повністю.
У конці 1989 року став кореспондентом відділу політики газети «КоммерсантЪ», де пройшов, за особистим визнанням, «дуже корисну школу».
У 1990 році очолив відділ економіки «Независимой газеты».
У 1993 році, коли починалась історія газети «Сегодня», Михайло Леонтьєв брав активну участь у її організації. Згодом Михайло Леонтьєв займав посаду першого заступника головного редактора цього видання.
У квітні 1997 року прийшов на телебачення — де був керівником та ведучим програми «На самом деле» («ТВ Центр»). З листопада 1997 по 1998 рік — автор інформаційно-аналітичної програми «День седьмой» («ТВ Центр»).
З лютого 1999 року Михайло Леонтьєв працює на каналі ОРТ.
У березні 1999 року він став ведучим програми «Однако».
З листопада 2001 року Михайло Леонтьєв працює над аналітичною програмою «Другое время».
У 2002 році за висловлювання на адресу Катерини Ющенко Шевченківський суд Києва зобов'язав Михайла Леонтьєва відшкодувати на користь Катерини Ющенко 2500 гривень та протягом 30 днів спростувати неправдиву інформацію, яку він озвучував у своїй програмі «Однако» 10 квітня 2001 року. Леонтьєв відмовився виконувати рішення суду.
З травня 2003 року почав працювати над авторською програмою «Театр ляльок з Михайлом Леонтьєвим».

## Нагороди
- Номінант премії ТЭФИ-1997.
- "Золотое перо России" (1998)
- Орден Дружби (27 листопада 2006 року) — за великий внесок у розвиток вітчизняного телерадіомовлення та багаторічну плідну діяльність
- Медаль ордену «За заслуги перед Батьківщиною» ІІ ступеня (23 квітня 2008 року) — за інформаційне забезпечення та активну громадську діяльність щодо розвитку громадянського суспільства в Російській Федерації
- Орден Пошани (16 квітня 2019 року) – за великий внесок у розвиток паливно-енергетичного комплексу

## Погляди
За власними словами «був дисидентом». Називає себе правим консерватором. Найбільш близькі Михайлу Леонтьєву ідеї Олександра Солженіцина.
14 липня 2006 року Михайлу Лєонтьєву було заборонено в'їжджати в Україну.

### Українофобія та шовінізм
- Коментуючи рішення Шевченківського суду він сказав: «Рішення Шевченківського суду укріпило моє переконання в тому, що такої держави — Україна — немає і бути не може… українська держава не має жодних перспектив на реалізацію свого суверенітету і потребує заступництва з боку більш великої і культурної держави…»[8]. Журналісти вважають його «серйозним фахівецем з українофобії»[9]
- Разом із Веронікою Крашенніковою були режисерами фільму «Помаранчеві діти Третього Рейху», який було показано по каналу ОРТ 3 лютого 2010 року. Фільм отримав оцінку як «антиукраїнська пропаганда, зроблена у дусі найбрудніших технологій Геббельса».[10]
- 28 січня 2014 року в інтерв'ю московському телеканалу «Дождь» прокоментував події на Євромайдані: «Те, що відбувається на Україні — це чиста політика, і я переконаний, що вона частина нашої країни».[11]

## Санкції
Після вторгнення Росії в Україну, 4 травня 2022 року внесений до списку санкцій Великої Британії через те, що він "підтримує і просуває політику, яка дестабілізує і підриває територіальну цілісність, суверенітет або незалежність України". 
18 травня 2022 року потрапив під санкції Австралії.
Також був внесений до санкційних списків Канади, за "причетність у поширенні російської дезінформації та пропаганди".
19 жовтня 2022 року доданий до санкційного списку України.

## Сім'я
Одружений другим шлюбом з Марією Козловською. 
Від першого шлюбу з поетесою та філологом Наталією Азаровою — син Дмитро (працює на каналі RT), дочка Олена та двоє онуків. 
Від другого шлюбу Леонтьєв має доньку Дар'ю (1999)